# Маначинська сільська рада
Мана́чинська сільська́ ра́да — адміністративно-територіальна одиниця та орган місцевого самоврядування в Волочиському районі Хмельницької області. Адміністративний центр — село Маначин.

## Загальні відомості
Маначинська сільська рада утворена в 1992 році.
- Територія ради: 23,613 км²
- Населення ради: 780 осіб (станом на 2001 рік)
- Територією ради протікає річка Грабарка

## Історія
Хмельницька обласна рада рішенням від 25 березня 2009 року у Волочиському районі уточнила назву Маначинецької сільради на Маначинську.

## Населені пункти
Сільській раді підпорядковані населені пункти:
- с. Маначин

## Склад ради
Рада складалася з 12 депутатів та голови.
- Голова ради: Нищун Володимир Дмитрович

### Депутати
За результатами місцевих виборів 2010 року депутатами ради стали:

#### За суб'єктами висування
| Суб'єкт висування | Кількість обраних депутатів | %   |
| ----------------- | --------------------------- | --- |
| Самовисування     | 12                          | 100 |

#### За округами
| № округу | Прізвище, ім'я, по батькові  | Дата визнання обраним | Освіта             | Партійна приналежність | Відомості про обраного депутата                                |
| -------- | ---------------------------- | --------------------- | ------------------ | ---------------------- | -------------------------------------------------------------- |
| 1        | Гуменюк Ольга Миколаївна     | 04.11.2010            | середня спеціальна | позапартійна           | Маначинська сільська рада, секретар                            |
| 2        | П'ятак Катерина Віталіївна   | 04.11.2010            | середня            | позапартійна           | Маначинська загальноосвітня школа І-ІІІ ст., технічка          |
| 3        | Мартинчук Оксана Василівна   | 04.11.2010            | середня спеціальна | позапартійна           | підприємець, продавець                                         |
| 4        | Петрук Валентина Ярославівна | 04.11.2010            | середня спеціальна | позапартійна           | тимчасово не працює                                            |
| 5        | Ємельянова Любов Миколаївна  | 04.11.2010            | середня спеціальна | член Партії регіонів   | Маначинський СБК, директор СБК                                 |
| 6        | Медзатий Олександр Борисович | 04.11.2010            | середня            | позапартійний          | тимчасово не працює                                            |
| 7        | Гнатюк Олена Валеріївна      | 04.11.2010            | середня            | позапартійна           | тимчасово не працює                                            |
| 8        | Шимкова Аліна Борисівна      | 04.11.2010            | середня спеціальна | позапартійна           | Маначинський СБК, художній керівник                            |
| 9        | Музичук Аліна Миколаївна     | 04.11.2010            | незакінчена вища   | позапартійна           | Маначинська загальноосвітня школа І-ІІІ ст., вчитель           |
| 10       | Дячук Лариса Серафимівна     | 04.11.2010            | середня спеціальна | позапартійна           | Маначинський фельдшерсько-акушерський пункт, медсестра         |
| 11       | Волкова Людмила Петрівна     | 04.11.2010            | середня спеціальна | позапартійна           | Маначинський фельдшерсько-акушерський пункт, завідувачка ФАПом |
| 12       | Босько Галина Вікторівна     | 04.11.2010            | середня спеціальна | позапартійна           | приватний підприємець Іванова І. В., різноробоча               |